# Christfried Wächtler
Christfried Wächtler (* 18. November 1652 in Grimma; † 5. September 1732 in Dresden) war ein deutscher Jurist und Polyhistor.

## Leben
Wächtler stammte aus einer evangelisch-lutherischen Pfarrerfamilie. Er war der Sohn des Archidiakons in Grimma Jacob Wächtler  und dessen Frau Elisabeth Margaretha Bake, einer Tochter des einstigen Superintendenten von Grimma Reinhard Bake. Nach dem Besuch der Stadtschule in seiner Geburtsstadt, wurde er am 28. März 1663 Schüler der kurfürstlich sächsischen Landesschule St. Afra in Meißen. In Meißen übten vor allem der damalige Rektor Johann Georg Wilke und der damalige Konrektor Gottfried Sternberger einen prägenden Bildungseinfluss auf den heranwachsenden aus. So vorgebildet bezog er 1668 die Universität Leipzig, wo er anfänglich philosophische Studien bei Valentin Alberti, Otto Mencke, Jakob Thomasius und Christian Friedrich Franckenstein absolvierte. Daneben besuchte er auch Vorlesungen zur Theologie bei Adam Rechenberg und Johannes Olearius und beschäftige sich auch mit Rechtsfragen.
Am 16. Juli 1670 erwarb er sich in Leipzig den akademischen Grad eines Baccalaurus der Philosophie und zog am 1. Mai 1672 nach Dresden, wo er beim Advokat am Appellationsgericht Dr. jur. Gottfried Fuhrmann erste praktische Erfahrungen auf dem Gebiet der Rechtswissenschaft sammelte. Anschließend zog er im Mai 1674 wieder nach Leipzig, wo er bei Bartholomäus Leonhard von Schwendendörffer, Gottfried Schilter und Romanus Teller, weitere juristische Studien betrieb. Im Oktober 1675 wurde er Akturarius im kurfürstlich sächsischen Amt Wolkenstein und trat 1677 in den Dienst von Reinhardt Dietrich von Taube als Sekretär. Nachdem er sich am 16. Oktober 1680 an der Universität Wittenberg das Lizentiat der Rechte erworben hatte, arbeitete er als Advokat in Dresden und promovierte am 20. September 1688 in Wittenberg zu Doktor der Rechte.
Wächtler hatte in seinen vorrangig rechtlichen Arbeiten ein reichhaltiges Themengebiet behandelt. So bearbeitete er Fragen auf dem Gebiet der philosophischen und theologischen Wissenschaften, wobei er auf ein reiches Wissensspektrum der griechischen und lateinischen Sprache zurückgreifen konnte. Daneben behandelte er auch kritische Anmerkungen zur Kirchengeschichte und Philosophie. Er agierte dabei quellenbasiert, ohne seine Werke damit zu überladen. Christiaan Hendrik Trotz gab 1733 einen Fundus seiner Arbeiten heraus. Neben seinem explizierten Werkschaffen befinden sich verschiedenen Abhandlungen in den Acta Eruditorum.
Wächtler heiratete am 14. Oktober 1691 in Dresden Anna Margaretha Berlich (* 2. August 1651 in Dresden; † 9. März 1729 ebenda), die Tochter des Burkard Berlich (* 23. April 1603 in Frauenprießnitz; † 1. August 1670 in Dresden) und dessen dritter Frau Barbara Hilliger (* 12. April 1618 in Jena; † 9. Januar 1663 in Dresden). Zwei Söhne dieser Ehe starben jung. Die einzige Tochter, Dorothea Elisabeth Wächtler, heiratete 1713 den Theologen Christoph Heinrich Zeibich.

## Werke (Auswahl)
- Diss. de societatis ciuilis statu naturali et legali. Präs. Jacob Thomasius. Leipzig 1671
- Dissertatio Moralis De Justitia & Jure Belli Primi Punici, ex Joh. Freinshemi[i] Suppl. Liv. Libb. XVI. XVII. XVIII. & XIX. Präs. Jakob Thomasius. Leipzig 1674 (online)
- Q. B. V. De Societatis Civilis Statu Naturali Ac Legali, dissertatio politica. Präs. Jacob Thomasius. Leipzig 1675 (online)
- Disp. inaug. de gradibus culpae in contractibus. Präs. Joachim Nerger. Wittenberg 1680 (online)
- Lectiones Grotianae. I. Leipzig 1680
- Ad Ulpiani L. V. par. II. Commod. & L. XXIII. d. R. I. Sive De Gradibus Culpae In Contractibus Commentatio Inauguralis. Wittenberg 1680 (online, Promotionsprogramm)
- Recitationes singularum legum Tit. D. de Evictionibus, Ubi Illustratio Textuum per Continuam Paraphrasin unice Tentatur. Dresden 1680 (online)
- Lectiones Grotianae. II. Wittenberg 1682
- Epistola de numero Jurium in re, ad virum Celeberrimum D. D. Barthol. Leonhardum Svendendorferum, Jc. & Antecess Lipsiensem. Dresden 1682 (online)
- Notae ad Gerhardi Noodt, Icti et Antecessoris, Probabilium juris ciuilis libros III. Wittenberg 1681
- De vetere iure enucleando, ad N. Silium diaspasma. Straßburg 1684 (online)
- Epistola ad Maurit. Henr. L. B. a Miltiz, Principis Elector.. Saxoniae ad Comitia Ratisbonensia Legatum. Dresden 1690
- Epistola altera ad eundem. Dresden 1692
- Epistola ad Ge. Adam Struuium, Ictum Saxonicum. Dresden 1692
- Epistola ad Joh. Casp. de Loos, Ducis Saxo-Weissenfelsensis supremum Marchallum et Consiliarium intimu. Dresden 1693
- Epistola ad Joh. Ge. Boernerum, Ictum, caet. Dresden 1694
- Epistola ad Joh. Abrah. Birnbaum, Elector. Saxon. Consiliarium intimum. Dresden 1696
- Ad Virum Illustrem Jacobum Bornium JC. Potentiss. Elect. Saxoniae Consiliarium Intimum. Dresden 1697 (online)
- Epistola ad Chr. Dieter. Bosium, Poloniarum Regis et Elect. Saxoniae Consiliarium intimum, caet. Dresden 1698
- Cancellariis Veterum Commentatio. Dresden 1705 (online)
- Epistola de codice msc. orationum XVI. Gregorii Nazianzeni, et stricturis Jacobi Billii, ad Illustrissimum Dn. Dn. Christopherum Jost Zanthier, dynastam Sigelsdorfii &c. &c. serenissimi ac Potentissimi Poloniarum Regis et Electoris Saxoniae Consiliarium Intimum. Leipzig 1722 (online)
- Succincta recensio eorum, quae Patres Concilii Tridentini pro veritate Evangelii dixerunt, secundum historiam Sfortiae Cardinalis Pallauicini. Leipzig 1730
- Opuscula juridico-philologica rariora. Utrecht, 1733, (Online)